# Liriomyza lusatiensis
Liriomyza lusatiensis este o specie de muște din genul Liriomyza, familia Agromyzidae, descrisă de Erich Martin Hering în anul 1956.
Este endemică în Germania. Conform Catalogue of Life specia Liriomyza lusatiensis nu are subspecii cunoscute.